# Nicolas Lecomte
Nicolas Lecomte, né en 1620 à Paris et mort dans cette même ville le 10 février 1689, est un écrivain français.

## Biographie
Célestin, né à Paris en 1620, il avait fait une étude particulière de la langue italienne, et charma par la traduction de quelques ouvrages les loisirs que lui laissait la retraite. II entretenait une correspondance suivie avec des amis sur des objets de littérature, et ses lettres doivent exister manuscrites dans le cabinet de quelques curieux. L’un de ses amis, l’abbé CouIon, étant tombé malade pendant qu’il travaillait à son Histoire des Juifs, il en remit les matériaux au P. Lecomte, qui termina et surveilla l’impression du 3e volume, lequel fut publié en 1665. Ce religieux mourut à Paris, le 10 février 1689.

## Œuvres
- Voyages de Pietro della Valle dans la Turquie, l’Egypte, etc., trad. de l’italien ; Paris, 1662, 4 vol. in-4° ; il y a des exemplaires datés de 1663 et d’autres de 1670 ; Paris, 1745, 8 vol. in-12. Le P. Carneau, confrère de Lecomte, a eu part à cette traduction.
- Histoire nouvelle et curieuse des royaumes de Tonquin et de Lao, trad. de l’italien du P. de Marini ; Paris, 1666, in-4°. C’est par erreur que quelques biographes donnent à Lecomte le prénom de François.